# 丸田康司
丸田 康司（まるた こうじ、1970年<昭和45年> - ）は、ボードゲームショップ「すごろくや」の店主で、株式会社すごろくや代表取締役。元ゲームクリエイター。

## 略歴
1990年（平成2年）にSEDICに入社。エイプで『MOTHER2 ギーグの逆襲』の制作に携わった。1995年（平成7年）にチュンソフトに移り、『風来のシレン』シリーズに携わる。後にホームランドのゲームでは監督を担当した後、退社。2006年（平成18年）4月に東京高円寺に、ボードゲームショップ「すごろくや」をオープンした。2010年（平成22年）7月に法人化。

## 作品
- スーパーファミコン
  - MOTHER2 ギーグの逆襲（任天堂）（1994年8月27日）
  - 不思議のダンジョン2 風来のシレン（チュンソフト）（1995年12月1日）

- NINTENDO 64
  - 不思議のダンジョン 風来のシレン2 鬼襲来!シレン城!（チュンソフト）（2000年9月27日）

- ゲームボーイカラー
  - 不思議のダンジョン 風来のシレンGB2 砂漠の魔城（チュンソフト）（2001年7月27日）

- ニンテンドー ゲームキューブ
  - ホームランド（チュンソフト）（2005年6月30日）

## 著書
- ボードゲームカタログ （スモール出版） （2011年9月20日）